# Agrilus mirus
Agrilus mirus es una especie de insecto del género Agrilus, familia Buprestidae, orden Coleoptera.
Fue descrita científicamente por Curletti, 2002.